# Hammered
Albums de Motörhead
We Are Motörhead
(2000) Inferno
(2004)
Hammered est le seizième album du groupe Motörhead sorti en 2002.

## Titres
Toutes les pistes par Lemmy, Phil Campbell et Mikkey Dee sauf indication.
1. Walk a Crooked Mile – 5:53
2. Down the Line – 4:23
3. Brave New World – 4:03
4. Voices from the War – 4:28
5. Mine All Mine – 4:14
6. Shut Your Mouth – 4:06
7. Kill the World – 3:39
8. Dr. Love – 3:50
9. No Remorse – 5:19
10. Red Raw – 4:04
11. Serial Killer (Lemmy) – 1:43

Bonus tracks :
1. The Game (Jim Johnston) – 3:30
2. Overnight Sensation [Live] – 4:16

Edition limitée (Disque 2)
1. Shoot You in the Back (Live at Wacken Open Air 2001) (Clarke, Lemmy, Taylor) – 2:52
2. R.A.M.O.N.E.S. (Live at Wacken Open Air 2001) (Campbell, Würzel, Lemmy, Taylor) – 1:35
3. The Game (Jim Johnston) – 3:31

Clips vidéo
1. Brave New World
2. Serial Killer

## Formation

### Le groupe
- Lemmy Kilmister — chants & basse
- Phil Campbell — guitare
- Mikkey Dee — batterie

### Invités
- Triple H — chants sur Serial Killer
- Dizzy Reed — piano sur Mine all Mine

## Fiche Technique
- Enregistré au "Henson Studios" et "Chuck's House".
- Produit par Thom Panunzio et Motörhead (pistes 1 - 10).
- Produit par Thom Panunzio, Chuck Reed et Lemmy (piste 11).
- Mixé par Thom Panunzio, les pistes 1 - 10.
- Mixé par Chuck Reed, piste 11.
- Conception de l'album par Thom Panunzio, Chuck Reed et Bob Koszela
- Ingénieur du son : Jim Danis et Jeff Rothschild